# Рудольф Франке
Рудольф Франке (нім. Rudolf Francke) — німецький льотчик-ас, лейтенант Імперської армії. Кавалер золотого хреста «За військові заслуги».

## Біографія
Учасник Першої світової війни. В 1914 році вступив у військову авіацію. З липня 1916 року служив у складі 41-ї бойової ескадрильї. У серпні 1916 року завершив льотну підготовку і став льотчиком у тій же частині, яка була перетворена на 17-ту охоронну ескадрилью. 23 березня 1917 року отримав звання віцефельдфебеля і перейшов у 2-гу винищувальну ескадрилью, але вже у травні був переведений у 8-му винищувальну ескадрилью. Наприкінці війни отримав офіцерське звання.
Всього за час бойових дій здобув 15 перемог, ще одна залишилась непідтвердженою.

## Нагороди
- Залізний хрест 2-го і 1-го класу
- Золотий хрест «За військові заслуги» (16 травня 1917)